# Miguel Ángel de la Torre
Pour les articles homonymes, voir La Torre.
Miguel Ángel de la Torre Rodríguez, né à Cienfuegos le 30 septembre 1884 et mort par suicide à La Havane le 14 septembre 1930, est un écrivain et journaliste cubain.